# Перевалівська сільська рада
| Перевалівська сільська рада — сільська рада у Турійському районі Волинської області з адміністративним центром у селі Перевали. Сільській раді підпорядковані населені пункти: - с. Перевали - с. Осереби - с. Охотники - с. Торговище |

## Склад ради
Рада складається з 15 депутатів та голови.

### Керівний склад ради
| ПІБ                 | Основні відомості                                                 | Дата обрання | Дата звільнення |
| ------------------- | ----------------------------------------------------------------- | ------------ | --------------- |
| Шум Василь Петрович | Сільський голова, 1963 року народження, освіта, безпартійний      | 26.03.2006   | 31.10.2010      |
| Шум Василь Петрович | Сільський голова, 1963 року народження, освіта вища, безпартійний | 31.10.2010   |                 |

Примітка: таблиця складена за даними джерела

## Загальні відомості
Історична дата утворення: в 1939 році. Водоймища на території, підпорядкованій даній раді: озеро Охітницьке.
В Перевалівській сільській раді працює: 1 середня, 2 клуби, 1 бібліотека, 1 медичний заклад, 1 відділення зв'язку, 1 АТС на 100 номерів, 9 торговельних закладів.
Село Перевали — газифіковане, села Осереби, Охотники, Тоговище — не газифіковані. Дороги здебільшо з ґрунтовим покриттям. Стан доріг задовільний.
На території сільської ради проходить Автошлях Т 0309 Дубечне-Піддубці.

## Населення
Згідно з переписом УРСР 1989 року чисельність наявного населення сільської ради становила 914 осіб, з яких 404 чоловіки та 510 жінок.
За переписом населення України 2001 року в сільській раді мешкало 848 осіб.

### Мова
Розподіл населення за рідною мовою за даними перепису 2001 року:
| Мова       | Відсоток |
| ---------- | -------- |
| українська | 99,53 %  |
| російська  | 0,47 %   |